# Live at Wembley '86
Live at Wembley '86 è un album dal vivo del gruppo rock britannico Queen, pubblicato nel 1992.

## Storia
(David Bowie e Mick Jagger)
Venne pubblicato per la prima volta in vinile e doppio CD il 2 giugno 1992 e contiene la registrazione del live allo stadio di Wembley di Londra che si tenne  sabato 12 luglio 1986, durante una tappa del Magic Tour svoltosi dopo l'uscita del precedente lavoro della band A Kind of Magic.
Tutte le canzoni pubblicate sull'album fanno parte del concerto del 12 luglio, ma alcuni estratti del concerto della serata precedente sono stati pubblicati rispettivamente nell'album Live Magic, nell'edizione CD di quest'album rimasterizzata nel 2003 dalla Hollywood Records, denominata Live at Wembley Stadium, e nel DVD omonimo. Infine il 5 settembre 2011 la Island/Universal, in occasione del quarantennale della band e di quello che sarebbe stato il 65º compleanno di Freddie Mercury, ha ripubblicato il doppio DVD del concerto, contenente anche l'intera esibizione dell'11 luglio nel DVD 2, e, nell'edizione Deluxe anche la rimasterizzazione digitale del concerto del 12 luglio in doppio CD.
Nei 2 concerti a Wembley, del resto come in tutto il Magic Tour, i Queen hanno inserito in scaletta anche diverse cover.
Nell'agosto del 2003 l'album è stato rimasterizzato dalla Hollywood Records e ripubblicato negli Stati Uniti in doppio CD, con il nuovo titolo Live at Wembley Stadium, alcune bonus tracks e preceduto in giugno da un'ulteriore riedizione in doppio DVD.
Registrato e distribuito da W.L.S.T. in Europa, sotto licenza della EMI / Parlophone. La track list è la stessa in entrambi i CD.

## Brani
- Durante l'introduzione di Who Wants to Live Forever, Freddie Mercury risponde a chi vuole i Queen sul punto di rottura e, indicando il proprio posteriore, dice: They're talking from here! (Parlano da qui!). Durante il discorso, Freddie fa un commento che si rivelerà essere profetico: "Quindi dimenticate quelle voci, staremo assieme finché, cazzo, non saremo morti, ne sono sicuro."
- Hello Mary Lou è suonata in RE bemolle.
- La registrazione di Hammer To Fall del 12 luglio, pubblicata su questo album, fu precedentemente pubblicata sull'album Live Magic: in quella versione si possono meglio apprezzare la rullata dispari alla batteria, verso la fine del brano, e intorno a 4' e 10", l'effetto del Delay di Brian May, evidentemente riorganizzati in sede di produzione. L'audio del concerto in DVD conserva anche il timbro originario della batteria.
- Nell'esecuzione di Crazy Little Thing Called Love, Mercury suona senza plettro una Fender Telecaster.
- Il reprise del brano Tutti Frutti, presente nella VHS originale e nel DVD, ma non nell'edizione CD del 1992[12], è stato inserito nella versione rimasterizzata nel 2003 dalla Hollywood Records.

## Tracce

### Disco 1
1. One Vision – 5:50 (Queen)
2. Tie Your Mother Down – 3:52 (Brian May)
3. In the Lap of the Gods...Revisited – 2:44 (Freddie Mercury)
4. Seven Seas of Rhye – 1:18 (Freddie Mercury)
5. Tear It Up – 2:12 (Brian May)
6. A Kind of Magic – 8:41 (Roger Taylor)
7. Under Pressure – 3:41 (Queen, David Bowie)
8. Another One Bites the Dust – 4:54 (John Deacon)
9. Who Wants to Live Forever – 5:16 (Brian May)
10. I Want to Break Free – 3:34 (John Deacon)
11. Impromptu – 2:53 (Queen)
12. Brighton Rock Solo – 9:11 (Brian May)
13. Now I'm Here – 6:19 (Brian May)

### Disco 2
1. Love of My Life – 4:47 (Mercury)
2. Is This the World We Created...? – 2:58 (Mercury, May)
3. (You're So Square) Baby I Don't Care – 1:35 (Leiber, Stoller)
4. Hello Mary Lou (Goodbye Heart) – 1:51 (Pitney)
5. Tutti Frutti ([12]) – 3:23 (Richard)
6. Gimme Some Lovin' – 0:55 (Winwood, Davis, Winwood)
7. Bohemian Rhapsody – 5:50 (Mercury)
8. Hammer to Fall – 5:32 (May)
9. Crazy Little Thing Called Love – 6:27 (Mercury)
10. Big Spender – 1:06 (Fields, Coleman)
11. Radio Ga Ga – 5:57 (Taylor)
12. We Will Rock You – 2:46 (May)
13. Friends Will Be Friends – 2:08 (Mercury, Deacon)
14. We Are the Champions – 4:05 (Mercury)
15. God Save the Queen – 1:27 (trad. arr. May)

Tracce bonus della versione rimasterizzata nel 2003 dalla Hollywood Records
1. A Kind Of Magic (Live at Wembley Stadium, July 11th 1986) - 8:26
2. Another One Bites the Dust (Live at Wembley Stadium, July 11th 1986) - 5:41
3. Crazy Little Thing Called Love (Live at Wembley Stadium, July 11th 1986) - 6:!3
4. Tavasi Szel Vizet Arast (Live in Budapest, July 27th 1986) - 2:16

## Formazione
Gruppo
- Freddie Mercury –  voce, pianoforte, chitarra (Crazy Little Thing Called Love)
- Brian May – chitarra, tastiera, cori; seconda voce (Hello Marry Lou)
- John Deacon – basso, cori
- Roger Taylor – batteria, cori, percussioni; seconda voce (Hello Marry Lou e Tutti Frutti)

Altri musicisti
- Spike Edney – sintetizzatore (Yamaha DX7, Roland, E-MU Emulator II), pianoforte in Tutti Frutti e Crazy Little Thing Called Love, chitarra in Hammer to Fall (Gordon Smith), cori

## The Original Concert
Il concerto iniziò alle 16.00 e il prezzo del biglietto era di £14.50. Quel giorno si esibirono 3 band prima dei Queen:
1. INXS
2. The Alarm
3. Status Quo

I Queen iniziarono alle 20.45, lo si capisce durante l'esecuzione di "A Kind of Magic", dopo circa 15 minuti dall'inizio del video: per un attimo viene inquadrato l'orologio di Brian indicare le 9.